# Ariosvaldo Fernandes
Ariosvaldo Fernandes, também conhecido como Parré (Campina Grande, 23 de dezembro de 1976), é um atleta paralímpico brasileiro da classe T53, para cadeirantes. Representou o Brasil nos Jogos Parapan-Americanos do Rio 2007, Guadalajara 2011, Toronto 2015 e Lima 2019, conquistando 11 medalhas. Além disso possui uma medalha de Bronze conquistada no Campeonato Mundial de Lion em 2011.